# CJM Bourges Basket

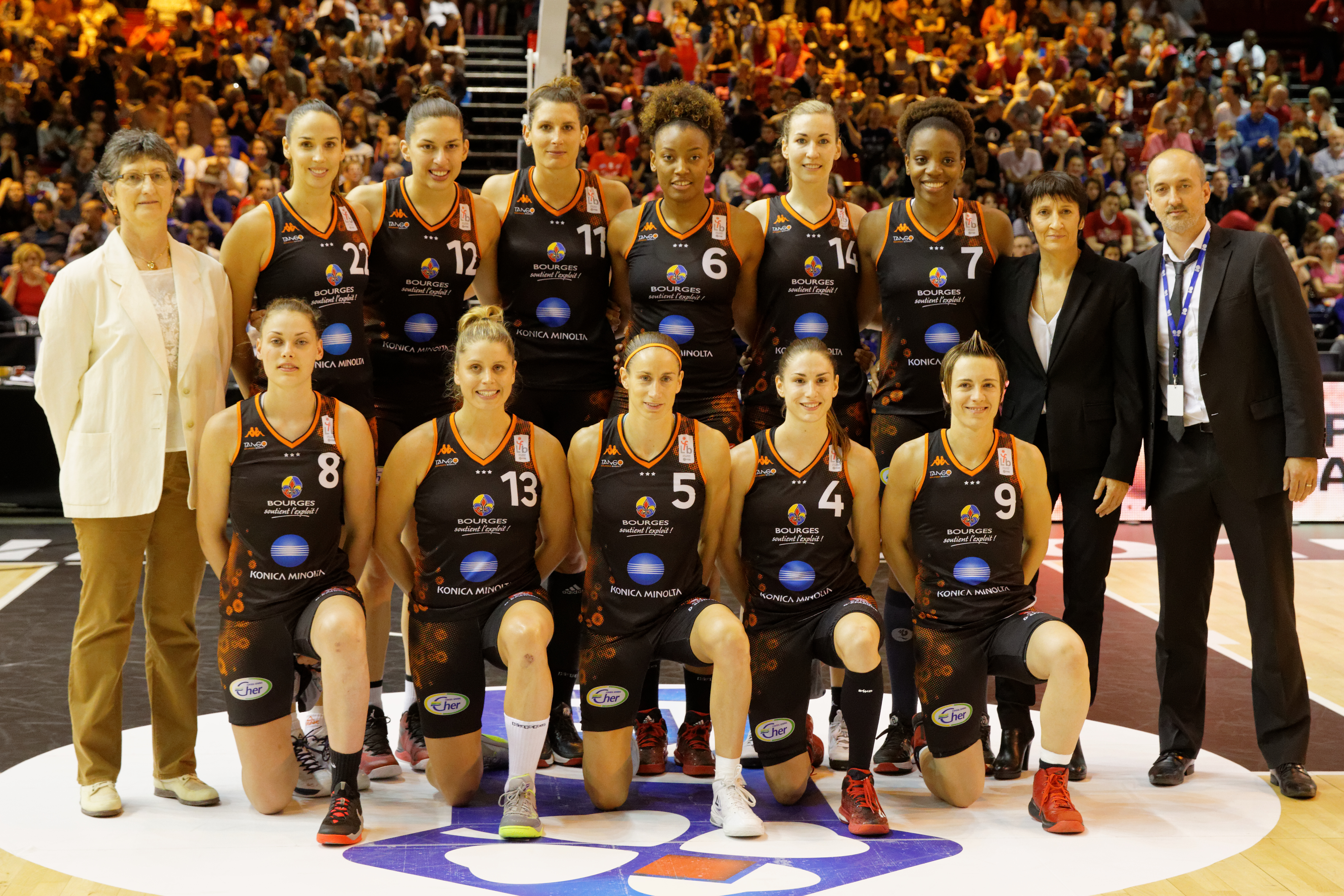
Hráčky CJM Bourges při finále Francouzského poháru v roce 2015

CJM BOurges Basket, zkráceně CJM Bourges, dnes pod názvem Tango Bourges Basket, je basketbalový klub z francouzského města Bourges. Ženský tým patří od 90. let 20. století k nejlepším týmům Evropy.

## Historie
Sdružení Cercle Jean-Mace Bourges bylo založeno v roce 1967. Mužský tým se o deset let později vyhrál francouzskou třetí ligu a postoupil do druhé ligy.
Vzestup ženského týmu započal v roce 1987. Tehdy převzal kontrolu nad klubem Patrick Dorie a ženský tým vyhrál pátou francouzskou ligu. V sezóne 1989/90 hrál klub již ve druhé lize a poprvé vyhrál francouzský pohár, který v následující sezóně obhájil. V téže sezóně se klub probojoval do francouzské elitní soutěže.
V roce 1993 přišel do klubu jako trenér Vadim Karpanov, který klub v následujících letech dovedl až na samotný vrchol evropského ženského klubového basketbalu. V sezóně 1993/94 klub obsadil v lize páté místo a poprvé se kvalifikoval do evropských poharů. V následující sezóně 1994/95 klub poprvé vybojoval mistrovský titul, současně triumfoval i v Poháru Ronchettiové.
V sezóně 1995/96 tým získal double, když vyhrál domácí ligu i pohár, při své první účasti v PMEZ/Eurolize se probojoval do Final Four, kde však skončil poslední. Co nevyšlo při první účasti, vyšlo napodruhé – o rok později tým v Eurolize triumfoval, když ve finále porazil obhájce titulu, německý BTV Wuppertal výsledkem 71–52. Současně tým obhájil i vítězství ve francouzské lize. Stejný double si tým zopakoval i rok později, když ve Final Four Euroligy uplatnil výhodu domácího prostředí – finálové zápasy se poprvé odehrávaly v Palais des sports du Prado. Finálovým soupeřem byl tentokrát španělský celek Pool Getafe, Bourges zvítězilo 76–64.
Titul francouzských šampiónek hráčky Bourges obhájily i v následujících dvou sezónách. Mezi tím v roce 1999 tým jako trenér převzal Olivier Hirsch. V sezóně 2000/01 se již případný sedmý titul v řadě nekonal, ale tým vybojoval třetí vítězství v Eurolize, když ve finále porazil francouzské konkurentky z US Valenciennes 73–71.
V roce 2003 Bourges podruhé hostilo Final Four Euroligy, tým však již v semifinále vysoko prohrál s US Valenciennes 57–89. Tým po sezóně přebral nový trenér Pierre Vincent. V roce 2003 byla také vytvořena profesionální struktura Bourges Basket.
V sezóně 2005/06 se tým po šesti letech opět dočkal mistrovského titulu. Od té doby tým vybojoval dalších šest domácích titulů. Na evropské scéně se tým ještě několikrát v Eurolize probojoval mezi nejlepší čtveřici, semifinále však vždy znamenalo konečnou. V sezóně 2011 došlo k zatím poslední změně trenéra, Pierra Vincenta vystřídala Valérie Garnierová.

## Úspěchy
- 3× Euroliga v basketbalu žen
  - 1997, 1997/98, 2000/01
- 1× Pohár Ronchettiové
  - 1994/95
- 15× Ligue Féminine
  - 1994/95, 1995/96, 1996/97, 1997/98, 1998/99, 2000/01, 2005/06, 2007/08, 2008/09, 2010/11, 2011/12, 2012/13, 2014/15, 2017/18, 2021/22
- 11× Francouzský pohár
  - 1990, 1991, 2005, 2006, 2008, 2009, 2010, 2014, 2017, 2018, 2019